# Arquipélago de Estocolmo
O arquipélago de Estocolmo  (em sueco: Stockholms skärgård;  PRONÚNCIA)  é o maior arquipélago da Suécia e um dos maiores do mar Báltico. 
Compreende as ilhas, ilhotas e recifes do mar Báltico, ao largo de  Estocolmo, abrangendo as águas das províncias históricas da Uppland e da Södermanland.                                                                                                                   Tem uma área de cerca de 5 600 km2, com um comprimento de 150 km -  desde Arholma na Uppland, a norte, até Landsort na Södermanland, a sul – e uma largura máxima de 80 km – entre Estocolmo e Svenska Högarna.
Tem cerca de 30 000 ilhas e ilhotas das mais diversas formas e tamanhos, das quais 200 são habitadas.

Em 1719 tinha uma população de 2800 pessoas no total. De sítio povoado inicialmente por pescadores, transformou-se hoje em local de veraneio para os habitantes de Estocolmo e turistas. A população permanente concentra-se nas ilhas de Vaxholm, Värmdö e em outras grandes similares. Muitos deles vivem de forma permanente aí e trabalham na cidade. Estima-se em 50 000 as casas repartidas pela zona.
O transporte público com o resto da cidade realiza-se por barco com a Waxholmsbolaget. Leva cerca de 2 horas para chegar à localidade Stavsnäs, a qual tem ligação rodoviária com Gustavsberg e Estocolmo.

O arquipélago tem sido fonte de inspiração para muitos escritores, pintores e outros artistas, entre eles August Strindberg, Roland Svenssonn, Ernst Didring e Aleister Crowley.

## Ilhas
- Ålö
- Aspö
- Blidö
- Dalarö
- Finnhamn
- Furusund
- Grinda
- Husarö
- Ingmarsö
- Ljusterö
- Möja
- Norrö
- Norröra
- Nåttarö
- Nämdö
- Öja
- Ornö
- Rindö
- Rånö
- Sandön
- Stomnarö
- Stora Björn
- Svartsö
- Söderöra
- Utö
- Värmdö
- Yxlan
- Yxlö

## Localidades
- Dalarö
- Finnhamn
- Furusund
- Grinda
- Kapellskär
- Landsort
- Möja
- Nynäshamn
- Sandhamn
- Spillersboda
- Stavsnäs
- Vaxholm